# Simão Bertelli
Simão Verza Bertelli (Antônio Prado, 2 de julho de 1993) é um futebolista brasileiro que atua como goleiro, atualmente defende o AVS SAD da Primeira Liga de Portugal. 

## Carreira profissional
Simão fez sua estreia pelo Glória na derrota por 2 a 1 no Campeonato Gaúcho para o São Paulo RS em 3 de fevereiro de 2016.  Depois de ajudar o Operário em algumas promoções  ao Campeonato Brasileiro Série B, em 26 de Julho de 2019, Simão ingressou no Paços de Ferreira, clube da Primeira Liga, por empréstimo. 

### ABC
Simão foi contratado pelo ABC para a temporada de 2023, onde ajudou o clube a chegar a terceira fase da Copa do Brasil e a segunda colocação no campeonato Potiguar. Foram 47 jogos até a rescisão de contrato no dia 4 de agosto de 2023. 

### AVS SAD
Em Agosto de 2023, Simão transferiu-se para o AVS SAD, time que disputa a segunda divisão da liga Portuguesa. Um mês depois, Simão estreou na vitória de 1–0 contra o Louletano pela Taça de Portugal.
Atuando como reserva durante a maior parte da temporada, desempenhou um papel crucial na promoção para a Primeira Liga por meio dos play-offs.

## Estatísticas de carreira

### Clubes
| Clube             | Temporada      | Campeonato Nacional | Campeonato Nacional | Campeonato Nacional   | Campeonato estadual | Campeonato estadual | Campeonato estadual   | Copa Nacional | Copa Nacional | Copa Nacional         | Outros | Outros        | Outros                | Total | Total         | Total                 |
| Clube             | Temporada      | Jogos               | Gols Sofridos       | Jogos sem sofrer gols | Jogos               | Gols Sofridos       | Jogos sem sofrer gols | jogos         | gols sofridos | Jogos sem sofrer gols | Jogos  | Gols sofridos | Jogos sem sofrer gols | Jogos | gols Sofridos | Jogos sem sofrer gols |
| ----------------- | -------------- | ------------------- | ------------------- | --------------------- | ------------------- | ------------------- | --------------------- | ------------- | ------------- | --------------------- | ------ | ------------- | --------------------- | ----- | ------------- | --------------------- |
| Atlético Tubarão  | 2014 – 2016    | –                   | –                   | –                     | –                   | –                   | –                     | –             | –             | –                     | 16     | 13            | 9                     | 16    | 13            | 9                     |
| Operário -PR      | 2016 – 2022    | 73                  | 71                  | 30                    | 34                  | 23                  | 16                    | 3             | 5             | 1                     | 30     | 15            | 19                    | 140   | 114           | 65                    |
| Paços de Ferreira | 2019 – 2020    | 2                   | 2                   | 0                     | –                   | –                   | –                     | 5             | 2             | 3                     | –      | –             | –                     | 7     | 4             | 3                     |
| ABC               | 2023           | 19                  | 28                  | 3                     | 14                  | 6                   | 9                     | 4             | 3             | 2                     | 10     | 8             | 4                     | 47    | 45            | 18                    |
| AVS               | 2023 –         | 16                  | 16                  | 4                     | –                   | –                   | –                     | 4             | 6             | 1                     | –      | –             | –                     | 20    | 22            | 5                     |
| Outros            | 12/14 & 15/16  | –                   | –                   | –                     | 4                   | 4                   | 1                     | –             | –             | –                     | 5      | –             | –                     | 9     | 4             | 1                     |
| Carreira total    | Carreira total | 56                  | 90                  | 13                    | 36                  | 19                  | 20                    | 14            | 12            | 7                     | 40     | 23            | 23                    | 239   | 202           | 101                   |

## Títulos
Novo Hamburgo
- Copa FGF: 2013

Glória
- Campeonato Gaúcho - Divisão de Acesso: 2015

Operário-PR
- Campeonato Brasileiro - Série C: 2018

- Campeonato Brasileiro - Série D: 2017

- Taça FPF: 2016

- Campeonato Paranaense - 2º Divisão: 2018